# Hermann Peters (Zoologe)
Hermann B. Peters (* 16. Juli 1907 in Hohenlohehütte, heute zu Kattowitz; † 13. August 1985) war ein deutscher Zoologe.

## Leben
Peters wurde in Hohenlohehütte im Landkreis Kattowitz als Sohn des dortigen Bürgermeisters geboren. Der Hygieniker Emil Gotschlich war sein Onkel. Er legte das Abitur in Waldenburg ab. Anschließend studierte er Zoologie, Anthropologie und Botanik an den Universitäten in Breslau, Berlin und Kiel. Während seines Studiums absolvierte er eine praktische Ausbildung an den Zoologischen Gärten Breslau, Berlin und Sofia. 1930 wurde er bei Adolf Remane an der Christian-Albrechts-Universität zu Kiel promoviert.
1930/31 begleitete Peters Alfred Wegener bei dessen Grönland-Expedition. Zwischen 1931 und dem Putsch in Bulgarien 1934 leitet er den Zoo Sofia. Nach zweijähriger Assistentenzeit am Anthropologischen Institut der Universität Breslau unter Egon von Eickstedt wurde Peters 1936 als Stadtbiologe nach Stuttgart berufen. Dort übernahm er die damals anlaufenden Planungen für einen städtischen Zoo auf dem Killesberggelände. In Stuttgart freundete er sich mit Oberbürgermeister Karl Strölin und dem Richter Hermann Cuhorst an. 1938 erfolgte die Habilitation. 1939 wurde Peters zum Leiter des neu eingerichteten städtischen Amts für Tierpflege und zum Leiter des Instituts für Hundeforschung berufen. Während der Tätigkeit in Stuttgart führte er eine Reihe von Studien- und Forschungsreisen nach Polen, Italien, Spanien, in die Schweiz und nach Nordafrika durch. 1942 wurde Peters von Ernst Schäfer aus dem persönlichen Stab Heinrich Himmlers beauftragt, Züchtungsversuche an Hunden durchzuführen, die von der Expedition nach Tibet mitgebracht worden waren. Nachdem schließlich Himmler die Hundeforschung komplett unter seine Aufsicht gestellt hatte, wurde Peters ins brandenburgische Sperenberg an die von der Wehrmacht betriebene Hunde- und Brieftaubenschule versetzt. Peters wehrte sich zunächst erfolgreich gegen diese Versetzung, indem er sich einen als kriegswichtig deklarierten Forschungsauftrag für sein Stuttgarter Institut besorgte, bei welchem er für die Entwicklung von Hundegasmasken Tierschädel vermaß. Daraufhin wurde Peters 1943 dazu aufgefordert, sich freiwillig zur Waffen-SS zu melden und dort die Hundeforschung fortzusetzen. Diese Aufforderung kam Peters jedoch nicht nach. Er wurde zur Wehrmacht eingezogen, nach der Musterung aber sofort ins Lazarett verlegt. Nach der Entlassung aus der Wehrmacht 1944 wurde ihm die Leitung der Abteilung Schädlingsbekämpfung in Stuttgart übertragen. Ab 1944 war er zudem Dozent für das Fach Zoologie an der Technischen Hochschule München.
1937 trat Peters der NSV und der DAF, zum 1. März 1940 der NSDAP bei (Mitgliedsnummer 7.544.059). Von 1940 bis 1943 war er Mitglied des Reichskolonialbunds. Von 1940 bis 1945 war er Sturmführer der SA-Reserve, da er der SA auf seinem Fachgebiet beratend zur Seite stand.
1947 wurde Peters in einem Spruchkammerverfahren als Mitläufer eingestuft und konnte seine wissenschaftliche Arbeit fortsetzen. Bis 1950 blieb er in Stuttgart. Er dokumentierte unter anderem den Kampf gegen die Rattenplage in der zerbombten Stadt. 1950 wurde Peters beratender Biologe des United States European Command in Heidelberg. Gleichzeitig erhielt er einen Lehrauftrag für hygienische Zoologie an der Ruprecht-Karls-Universität Heidelberg. Um dieser Tätigkeit auf einem Grenzgebiet zwischen Zoologie und Medizin gerecht zu werden, begann Peters ein Medizinstudium. 1962 legte er das medizinische Staatsexamen ab und promovierte zum Doktor der Medizin. 1965 wurde er zum außerplanmäßigen Professor ernannt und übernahm die Leitung der parasitologischen Abteilung am Hygiene-Institut der Universität Heidelberg. Dieses Amt nahm er bis zu seiner Pensionierung im Jahr 1976 wahr. Zudem war er Ehrenberater der Regierung der Jemenitischen Arabischen Republik.

## Werke (Auswahl)
- Anthropologie und Zoologie. F. A. Brockhaus, Leipzig 1934.
- Haustier und Mensch in Libyen. Verlag Hohenlohe'sche Buchhandlung Rau, Öhringen 1940.

## Ehrungen (Auswahl)
- Offizier des bulgarischen Zivilverdienstordens